# TRIQK
TRIQK (англ. Triple QxxK/R motif containing) – білок, який кодується однойменним геном, розташованим у людей на 8-й хромосомі. Довжина поліпептидного ланцюга білка становить 86 амінокислот, а молекулярна маса — 9 683.
| 10         |  | 20         |  | 30         |  | 40         |  | 50         |
| ---------- |  | ---------- |  | ---------- |  | ---------- |  | ---------- |
| MGRKDAATIK |  | LPVDQYRKQI |  | GKQDYKKTKP |  | ILRATKLKAE |  | AKKTAIGIKE |
| VGLVLAAILA |  | LLLAFYAFFY |  | LRLTTDVDPD |  | LDQDED     |  |            |

A: Аланін

D: Аспарагінова кислота

E: Глутамінова кислота

F: Фенілаланін

G: Гліцин

I: Ізолейцин

K: Лізин

L: Лейцин

M: Метіонін

P: Пролін

Q: Глутамін

R: Аргінін

T: Треонін

V: Валін

Локалізований у мембрані, ендоплазматичному ретикулумі.